# Lucrecia Carrillo
Lucrecia Carrillo nació en la provincia de Santiago del Estero, Argentina. Estudió actuación para cine con Carlos Echevarría.
Es columnista en Radio Nacional Rock, escribe en medios gráficos como Rolling Stone y Revista G7 y es activista en el MOCASE VC (Movimiento Campesino de Santiago del Estero, Vía Campesina) y miembro de la APDH (Asamblea Permanente de Derechos Humanos).

## Biografía

### Primeros años
En abril de 2004, Lucrecia Carrillo cursa el primer año de la carrera de Profesorado de Teatro y tiene sus primeras experiencias escénicas como integrante del grupo Tuerca Suelta. El grupo teatral obtiene el tercer lugar en el Premio Estímulo al Teatro Joven, en Santiago del Estero, Argentina.
Dirigida por Juan Alba, en 2005, Carrillo actúa en Hospital de Aparecidos, obra que se refiere a las figuras mitológicas de Santiago del Estero. La obra se presenta en la 20º Fiesta Nacional del Teatro en Río Negro, Argentina.
Desde el año 2006 y hasta 2008, Carrillo trabaja como docente de la Escuela Nº 748 Bernardino Rivadavia, en Atamisqui, Santiago del Estero.
De nuevo con el grupo teatral Tuerca Suelta, Carrillo protagoniza la obra Puedo Entender Tu Aullido, dirigida por Elena Cerrada. La comedia recibe críticas favorables y, en 2009, forma parte de la 24° Fiesta Nacional de Teatro, llevada a cabo en la provincia del Chaco, Argentina.

### Estudio País 24
A principios de 2009, Carrillo es becada por el Instituto Nacional del Teatro y el CFI, obteniendo la mención de Mejor Beca del País. Más tarde, Carrillo se presenta en el Salón Azul del Senado de la Nación Argentina con su obra de teatro Mestiza.
Luego de tres instancias de casting, Carrillo es elegida para reemplazar a Víctor Paz, como panelista en el programa Estudio País 24 de Juan Alberto Badía, que se emite por la TV Pública Digital de Argentina, nominado dos veces a los Premios Martín Fierro como Mejor Programa de Interés General.
En mayo de 2009, Carrillo recorre Santiago del Estero, mostrando en ocho móviles del programa, lugares turísticos de la provincia, tales como Termas de Río Hondo, Añatuya, entre otros.
El 18 de mayo de 2009, Carrillo es parodiada en el programa CQC, conducido por Ernestina Pais, tras sufrir un accidente en paracaídas durante un móvil en Termas de Río Hondo.
En octubre de 2009, se publican imágenes y textos en foros de Internet acusando a Carrillo de beneficiarse económicamente al vincularse con Julio Alegre, político santiagueño denunciado por corrupción. El 6 de noviembre de 2009, se publican en la web las respuestas de Carrillo defendiéndose de las acusaciones por beneficiarse económicamente de su presunta relación con Alegre. En su respuesta, Carrillo argumenta que denunció al político en el programa Estudio País 24, a pesar de haberse enfrentado al Equipo de Producción del programa por ello.
A finales de 2009, Carrillo colabora con Juan Alberto Badía, donando juguetes a los alumnos de una escuela de Atamisqui, Santiago del Estero, en la cruzada solidaria del programa Estudio País 24.

### Trabajos posteriores

#### Rolling Stone Magazine
En 2011, en la Ciudad Autónoma de Buenos Aires, Carrillo empieza el rodaje de El Último Elvis, primera película dirigida por Armando Bo (nieto), que cuenta la historia dramática de un decadente imitador del cantante Elvis Presley..
El 11 de julio de 2011, Carrillo empieza a trabajar para la revista Rolling Stone, publicando una nota sobre su cobertura del festival argentino Salamanca Rock, realizado en La Banda, Santiago del Estero, que presenta grupos de música folclórica argentina y bandas de rock tales como Babasónicos, Gustavo Cordera, Los Auténticos Decadentes, entre otros.

#### SiestayEl Último Elvis
En marzo de 2010, Eli Juárez, una campesina de San Nicolás, localidad ubicada a 60 kilómetros de la capital de Santiago del Estero, muere asesinada cuando protestaba por un desalojo, intentando frenar a las topadoras que arrasaban con el monte en el que vivía.
Al enterarse de este caso, en 2012, Carrillo siente “el dolor y la impotencia ante la muerte de una campesina” y empieza la producción de un proyecto teatral que pretende exponer las luchas y tragedias que debe atravesar el campesinado santiagueño en la actualidad.
Carrillo nombra "Siesta" al proyecto que expone la tragedia de Eli Juárez, basándose en las costumbres ancestrales del norte de la Argentina y en los prejuicios sobre Santiago del Estero. El 3 de marzo de 2012, Carrillo explica Siesta en una entrevista radial:

Encontramos que esa palabra que muchas veces está usada en forma peyorativa en referencia a la costumbre de los santiagueños y se asocia a la vagancia y a la dejadez, nos servía para plantarnos en un lugar de transgresión. Desde este lugar, desintegrar el prejuicio y hacer saber que a la hora de la siesta se lucha, se resiste, se ama, se sueña.

Carrillo produce la obra teatral “Siesta” como un unipersonal, formando un equipo que integra el director Nerio Tello, con dramaturgia y dirección; Clara Ripoll, con el diseño y operación de iluminación y sonido; la dirección de arte corresponde a Jorge Godoy Zarco; y la banda de sonido fue grabada por Mora Martínez, del grupo Aymama y Peteco Carabajal, músico reconocido por su compromiso con causas solidarias.
Siesta fue preestrenada en el Teatro del Ángel, propiedad de la actriz Patricia Palmer, en el barrio de Palermo en la Ciudad Autónoma de Buenos Aires, recibiendo críticas favorables. Mediante la Resolución N° 10/2012 de la Secretaría de Cultura de la Nación Argentina, es declarada de Interés Cultural. La puesta fue ganadora del Subsidio para Producción de Obra otorgado por el Instituto Nacional del Teatro y Carrillo fue entrevistada sobre la obra en el Festival Internacional de Cine de Derechos Humanos, DERHUMALC.

En abril de 2012, se estrena la película "El último Elvis", protagonizada por John Mclnerny y Griselda Siciliani. El film se presenta en el Sundance Festival y Carrillo aparece interpretando el papel de una prostituta.
El 15 de abril de 2012, Carrillo fue convocada para cubrir FIFBA, Festival Internacional de Folklore, un evento musical realizado en los bosques de La Plata, en los que se presentaron artistas del folclore argentino tales como Horacio Guaraní, Raly Barrionuevo, Bruno Arias y Arbolito.
El 29 de abril de 2012, en el Espacio Cirulaxia de Córdoba, se presenta Carrillo con la obra “Siesta”, invitada por el legendario grupo Cirulaxia Contraataca.
El 30 de junio de 2012 fallece Juan Alberto Badía, referente creativo de los medios audiovisuales y reconocido difusor de las costumbres y tradiciones de la República Argentina.
Carrillo, quien en 2009 empieza su carrera televisiva con él, declara su congoja en los medios:

Estoy muy triste, no puedo parar de llorar.

Además, le adjudica a Badía su valentía, argumentando:

A Juan le debo el coraje para afrontar los retos. Cada vez que dudo si soy capaz de algo, pienso "‘Si este tipo que es un groso, confió en que yo era capaz, cómo no voy a pensarlo yo’”.

En octubre de 2012, Carrillo vuelve a ser convocada para cubrir Salamanca Rock, en La Banda, Santiago del Estero, para la revista Rolling Stone. En el evento se presentan bandas destacadas como Babasónicos, Las Pastillas del Abuelo, Estelares y Los Pericos. Además, el 5 de octubre de 2012, Carrillo y Nerio Tello reestranan la obra “Siesta” en la Capital Federal de Argentina.
El 6 de noviembre de 2012 se realiza en el Salón Manuel Belgrano, anexo del Senado de la Nación, una función especial de la obra Siesta.
La puesta de Siesta en el Congreso fue impulsada por la senadora de Santiago del Estero, Ana María Corradi (Frente Para la Victoria).
Posteriormente, “Siesta” es seleccionada para presentarse en el festival “Vendimia en Buenos Aires”, en el ciclo “Principio Femenino”; forma parte de la Feria del Libro de La Rioja y lleva a Carrillo de gira por Santiago del Estero, auspiciada por Consejo Provincial de Políticas Públicas de Derechos Humanos.
Durante noviembre de 2012, Carrillo es elegida para ensayar una obra teatral sobre la muerte de Ernesto Che Guevara, llamada “Mi único muerto, el Che”.
La obra trata sobre la vida de Mario Terán, el ejecutor de Ernesto “Che” Guevara.
Durante el año 2012, El Último Elvis fue destacada en el Festival Internacional de Cine de San Sebastián, San Sebastián, España y galardonada internacionalmente como: Mejor película, en los Premios Sección Horizontes Latinos; Mejor película, en el East End Film Festival de Londres, Reino Unido; Mejor Película del Jurado Joven, en el Festival Internacional de Cine de Sofía, Bulgaria y recibió el Premio Descubrimiento de la Crítica, en los Encuentros del Cine Latinoamericano de Toulouse, Francia.

#### Mi Único Muerto, El Che
Durante 2013, El Último Elvis es galardonada como: Mejor Opera Prima en la Muestra de Cine Latinoamericano de Cataluña, España; Mejor Ópera Prima, en los premios Cóndor De Plata, en Argentina; Mejor Guion Original y Edición, en los Premios de la Asociación de Cronistas Cinematográficos de la Argentina (ACCA).
Además, Carrillo empieza a trabajar como locutora para la Televisión Digital Abierta y conduce un ciclo musical auspiciado por la Sociedad Argentina de Autores y Compositores, SADAIC, llamado Haciendo Música, en el Centro Cultural Recoleta de la Ciudad Autónoma de Buenos Aires.
El 7 de junio de 2013, se estrena “Mi Único Muerto... El Che”, Carrillo recibe críticas favorables, interpretando a la maestra Julia Cortéz.

Durante el 2013, Carrillo interpreta a una adolescente suicida que se convierte en el caso generador la creación de la ley anti-cyberbulling en Estados Unidos. Su actuación forma parte de un episodio de la segunda temporada de la serie A un click, para el canal NatGeo, de la National Geographic, una de las organizaciones sobre ciencia y educación más grandes del mundo.
Además, Carrillo empieza las grabaciones de un reality show que se emite en línea. La productora a cargo del proyecto realizó el éxito web 4 Ambientes, nominada al Premio Martín Fierro como Mejor Ficción de Internet. En el reality show, Carrillo se muestra como la celosa y exigente amiga de Martin Yunes, un chico que busca una nueva amiga para incluirla en su grupo. Carrillo evalúa a las concursantes y las pone a prueba en diferentes circunstancias artísticas y personales.
En septiembre de 2013, Carrillo cubre la cuarta edición del festival Salamanca Rock, en Santiago del Estero, que cuenta con la presencia de bandas como: Tan Bionica, La Bersuit, Utopians, Los Cafres, entre otras.

#### Amigas de Verdad
Durante 2014, se estrena “Amigas De Verdad”, reality show que tiene a Carrillo como protagonista, interpretando el papel de villana.
En abril de 2014, la participación de Carrillo en la serie web recibe críticas negativas por parte de su coprotagonista, el socialité argentino, Martin Yunes.
En una entrevista, Yunes describe a Carrillo como “una presumida” y la acusa de tener una actitud virulenta hacia el resto del elenco, que incluye al bailarín Cristian Ávila, de la serie 4 Ambientes.

## Enlaces
Obra de teatro "Siesta"
Facebook